# Kurcsi Minya
Kurcsi Minya (Magyaró, 1897 – Magyaró, 1971) havasi mesemondó, erdei munkás.

## Élete
Édesapjához hasonlóan a Maros völgyében favágóként, faúsztatóként dolgozott. 1957-ben nyugdíjazták. 1958 és 1960 között mesemondásból élt. Meséi részben a havasi mesemondásból, részben valószínűleg a Grimm fivérek gyűjteményének Benedek Elek által fordított válogatásából származnak, de azok az eredeti szövegtől egyre inkább eltávolodtak, Maros menti székely népmesei kifejezésekkel bővültek.
Kurcsi Minya a 27 meséből álló repertoárját a Maros menti iskolákban és kultúrházakban – a Magyar néprajzi lexikon.  szerint Marosvásárhelytől Gyergyócsomafalváig a teljes Maros mentét bejárva – adta elő gyermekeknek. Előadásmódjára jellemző volt, hogy „félhomályban, mimika és gesztikuláció nélkül, erős hangon” mesélt. 
Életműve Faragó József néprajzkutató 1969-ben publikált gyűjteményében maradt fenn. A kéziratokat és hangfelvételeket a Román Akadémia Folklór Intézete kolozsvári osztályának archívumában őrzik.